# Kaluderac
Kaluderac (en serbe cyrillique : Калудерац) est un village du sud du Monténégro, dans la municipalité de Budva.

## Démographie

### Évolution historique de la population
| 1948 | 1953 | 1961 | 1971 | 1981 | 1991 | 2003 |
| ---- | ---- | ---- | ---- | ---- | ---- | ---- |
| 108  | 131  | 89   | 46   | 49   | 250  | 247  |